# Verkehrsgesellschaft Ennepe-Ruhr
Die Verkehrsgesellschaft Ennepe-Ruhr mbH, kurz VER, ist ein Nahverkehrsunternehmen im Ennepe-Ruhr-Kreis in Nordrhein-Westfalen. Sie ist Mitglied im Verkehrsverbund Rhein-Ruhr (VRR).

## Geschichte

### Anfänge
Die Geschichte der Straßenbahn im heutigen Ennepe-Ruhr-Kreis begann am 10. Mai 1895, als der Bürgermeister der Stadt Gevelsberg und Vertreter der Gemeinden im Kreis Schwelm mit Vertretern der Firma Schuckert & Co. zusammenkamen und beschlossen, zwischen den Straßenbahnnetzen in Hagen und Barmen ein eigenes Straßenbahnunternehmen zu gründen. Am 28. Oktober 1895 beschloss man, dass die Gemeinden eigenständig vorgehen sollten, da der Betrieb aus den beiden Orten schon in das Gebiet des Kreises vorgedrungen war. Am 7. Mai 1897 führte die Stadt Gevelsberg mit Siemens & Halske Verhandlungen über den Bau einer Straßenbahn zwischen Gevelsberg und Milspe. Schließlich bekam die Hagener Straßenbahn AG am 5. August 1897 die Konzession zum Bau und Betrieb der Strecke von Hagen über Gevelsberg und Milspe nach Schwelm. Bis April 1900 ging aber nur der Abschnitt bis Haspe in Betrieb. Zeitgleich baute die Barmer Straßenbahn eine Strecke nach Milspe und eröffnete diese am 24. August 1897.
Am 13. Juli 1906 trafen sich Vertreter der Gemeinden Gevelsberg, Mühlinghausen und Voerde und beschlossen, die Straßenbahngesellschaft Gevelsberg-Milspe-Voerde zu gründen. Gemäß dem Anteil an der geplanten Strecke auf ihrem Stadtgebiet erhielten die Gemeinden Anteile an der Gesellschaft. Die Verteilung sah wie folgt aus: Gevelsberg 46,6 %, Milspe 22,6 % und Voerde 30,8 %.
Der erste Abschnitt mit 9,31 Kilometern Länge wurde am 24. Februar 1907 eröffnet. Ein weiterer Abschnitt mit 2,58 Kilometern kam am 19. Mai 1909 hinzu. Aufgrund der schwierigen Topographie hatte die Strecke zahlreiche Steilstrecken.

### Ab dem Ersten Weltkrieg
Im Ersten Weltkrieg hatte der Betrieb, wie andere Gesellschaften auch, unter dem Abzug von Personal und dem Mangel an Material zu leiden. Neu- und Ausbaumaßnahmen, wie die Übernahme und Elektrifizierung der Kleinbahn Haspe–Voerde–Breckerfeld, wurden gestrichen. Dafür kam der Transport von Waren und Nahrungsmitteln hinzu.
Nach dem Krieg ging die Fahrgastleistung von 2,9 Millionen Fahrgästen auf 1,2 Millionen im Jahr 1923 zurück. Nachdem man im Jahr 1929 die Fahrgastzahlen wieder auf 2½ Millionen hat steigern können, gingen sie bis 1933 durch die hohe Arbeitslosigkeit während der Weltwirtschaftskrise bedingt wieder auf 1,22 Millionen zurück. Aufgrund dieser Schwierigkeiten wurde am 1. September 1933 eine Betriebsgesellschaft gegründet.

### Ab dem Zweiten Weltkrieg
Nachdem die Bahn im Zweiten Weltkrieg nur geringe Schäden zu beklagen hatte, wurde der Betrieb am 13. April 1945 kurz vor Einmarsch der Alliierten eingestellt. Bereits am 4. Juni 1945 nahm man den Betrieb wieder auf. Da die Bahn dem wachsenden Straßenverkehr durch zahlreiche Gleise in Seitenlage der Straßen immer mehr ausgesetzt war, kam es immer wieder zu Zwischenfällen. Besonders auf der Bundesstraße 7 wurden Trittbretter und Handgriffe durch LKW abgerissen. Nachdem die Konzession nur mit der Auflage verlängert werden sollte, die Bahn auf einen eigenen Bahnkörper zu verlegen, wurde am 3. Februar und am 8. Juni 1955 die Stilllegung des Straßenbahnbetriebes beschlossen.
Am 31. März 1956 wurde der Betrieb der letzten Straßenbahnstrecke auf Omnibusbetrieb umgestellt. 1965 erhielt die VER ihren heutigen Namen. Das Unternehmen bedient heute vier Städte und zwei Kreise. 2002 wurden über fünf Millionen Buskilometer zurücklegt.

### Ab 2000
Im Jahr 2015 beschloss der Kreistag, dem ansteigenden Defizit der VER durch engere Kooperation mit benachbarten Verkehrsunternehmen zu begegnen. Es wurden Verhandlungen mit der Bogestra aufgenommen, um die Möglichkeiten auszuloten. Als Ergebnis wurde 2016 bekannt gegeben, dass Bogestra und VER ein gemeinsames Tochterunternehmen gründen wollten. Die VER wäre zur weiteren Nutzung des steuerlichen Querverbunds bestehen geblieben, wäre aber zu einer leeren Hülle reduziert worden. Dieser Plan ließ sich jedoch nicht umsetzen, so dass die Bogestra nun Minderheitsgesellschafter der VER werden sollte. Dabei soll vermieden werden, dass im Ennepe-Ruhr-Kreis anfallende Kosten durch die Bogestra-Eigner Gelsenkirchen und Bochum übernommen werden. Zentrale Aufgaben können und sollen dabei durch die Bogestra übernommen werden. Als Beginn der Zusammenarbeit wurde mit dem gemeinsamen Einkauf von Kraftstoff begonnen.
Die VER ist seit November 2017 Mitglied der Kooperation östliches Ruhrgebiet (KÖR) und arbeitet mit den Nachbarunternehmen Bogestra (Bochum-Gelsenkirchener Straßenbahnen AG), Vestische, DSW21 (Dortmunder Stadtwerke AG), der HCR (Straßenbahn Herne-Castrop-Rauxel GmbH) und Hagener Straßenbahn AG zusammen.

## Buslinien

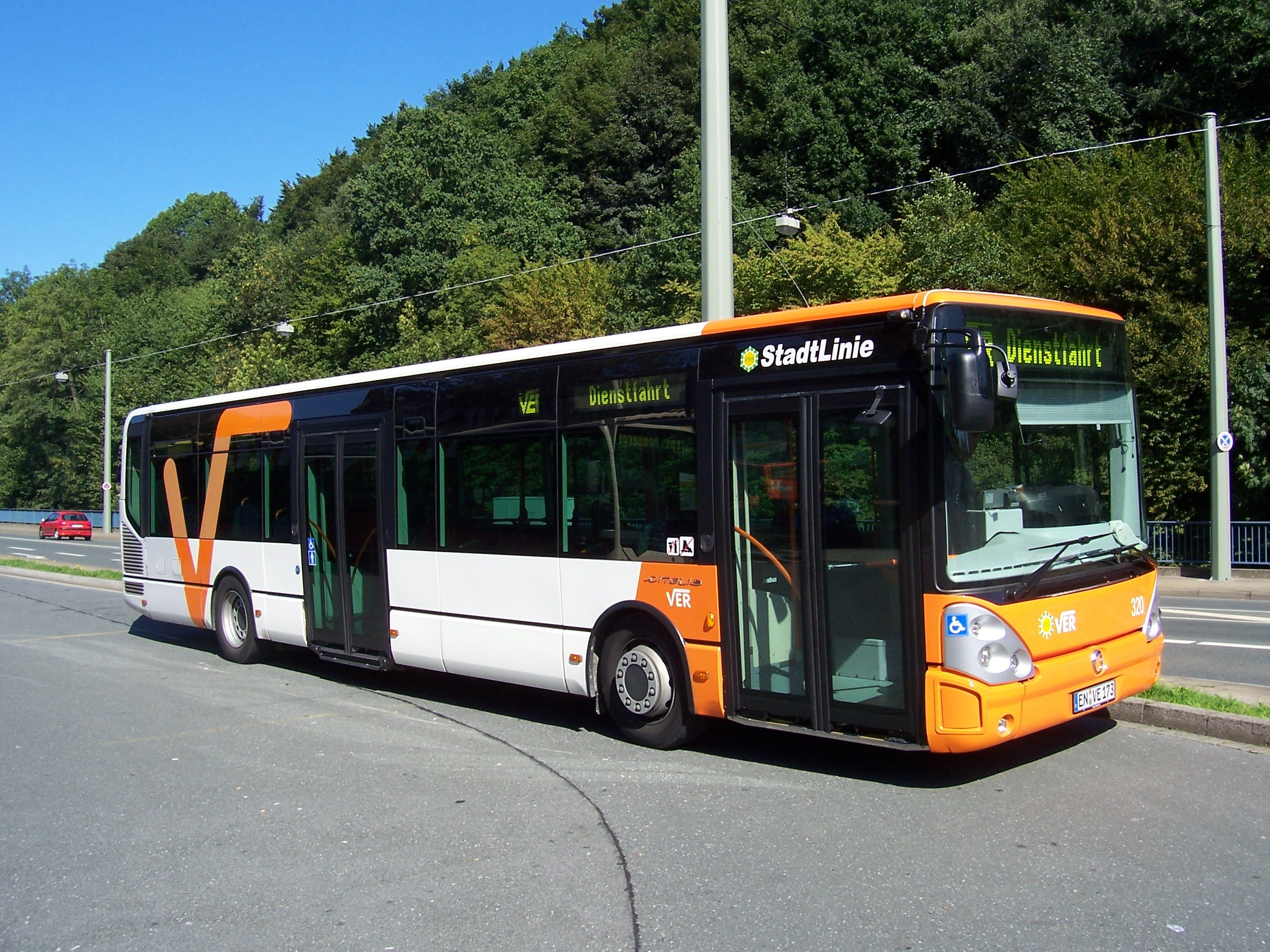
VER Irisbus Citelis 100

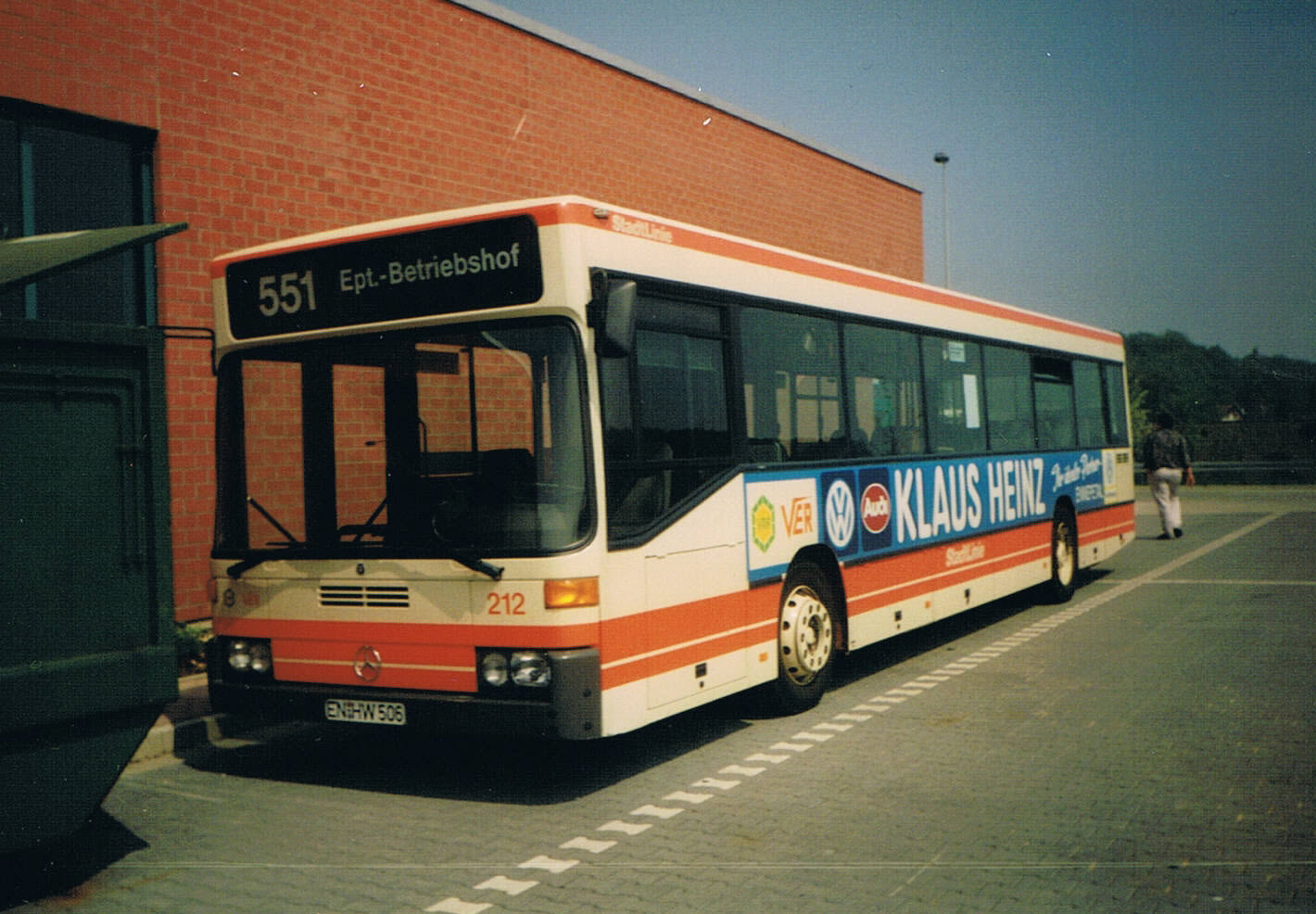
Mercedes-Benz-Bus mit alter Lackierung auf dem Betriebshof in Ennepetal-Milspe

| Linie | Linienweg | Bemerkungen |
| ----- | --- | --- |
| SB 37 | Ennepetal Busbahnhof – Schwelm Bahnhof – Haßlinghausen Busbahnhof – Niedersprockhövel Kirche – Hattingen, Bredenscheid – Hattingen Mitte – Bochum, Königsallee / Markstraße – Bochum Hbf | betrieben gemeinsam mit Bogestra                                                                                               |
| SB 38 | Ennepetal Busbahnhof – Gevelsberg Hbf – Gevelsberg, Silschede Mitte – Wetter Bahnhof – Witten, Bommern Mitte – Witten Hbf – Witten, Herbede Mitte – Hattingen, Steinenhaus – Hattingen Mitte | betrieben gemeinsam mit DB Busverkehr Rheinland                                                                                |
| SB 67 | Wuppertal Hbf – Wuppertal, Alter Markt – Haßlinghausen Busbahnhof – Niedersprockhövel Kirche – Witten, Rehnocken – Hattingen, Steinenhaus – Witten, Herbede Mitte – Witten, Heven Dorf – Bochum-Querenburg, Ruhr-Universität | betrieben gemeinsam mit WSW mobil                                                                                              |
| 141   | Hattingen Mitte – Hattingen, Südring – Hattingen, Niederwenigern Krankenhaus – Hattingen, Nasse – Essen, Byfang – Essen-Kupferdreh Bahnhof | betrieben gemeinsam mit Ruhrbahn                                                                                               |
| 330   | Hattingen Mitte – Hattingen, Bredenscheid – Hattingen, Elfringhauser Straße – Niedersprockhövel Post / Kirche – Sprockhövel, Schlagbaum – Sprockhövel-Haßlinghausen Busbahnhof | |
| 331   | Hattingen Mitte – Hattingen, Isenberg – Hattingen, Winzermarkstraße – Velbert-Nierenhof Busbahnhof | |
| 332   | Hattingen Mitte – Hattingen, Bredenscheid – Niedersprockhövel Kirche / Post – Sprockhövel, Neuamerika – Sprockhövel, Herzkamp Kirche – Wuppertal, Schaumlöffel – Wuppertal, Wichlinghausen Markt – Wuppertal, Alter Markt – Wuppertal-Barmen Bahnhof | betrieben gemeinsam mit WSW mobil                                                                                              |
| 371   | Witten Hbf – Witten Rathaus – Witten, Marienhospital – Uni Witten / Herdecke – Witten, Stockumer Bruch – Dortmund-Oespel | ab dem 7. Januar 2025 weiter bis Dortmund Universität                                                                          |
| 373   | Witten-Annen, Wendeschleife Am Hang / Holzkamp Gesamtschule – Witten-Annen – Witten, Stockumer Bruch | |
| 511   | Ennepetal Busbahnhof – Ennepetal, Voerde Mitte – Hagen, Haspe Zentrum – Hagen Hbf – Hagen Stadtmitte | fährt innerhalb von Hagen als Schnellbus                                                                                       |
| 523   | Hagen-Dahl, Grundschule Volmetal – Hagen, Dahl – Hagen, Priorei – Breckerfeld Busbahnhof | hauptsächlich nur Schulfahrten                                                                                                 |
| 529   | Hagen-Haspe Zentrum – Breckerfeld Busbahnhof | nur Schulfahrten |
| 550   | Breckerfeld-Wengeberg / Heider Kopf – Breckerfeld Busbahnhof – Ennepetal, Voerde Mitte – Ennepetal Busbahnhof – Schwelm, Kreishaus – Schwelm Bahnhof | Samstags ab 18 Uhr sowie an Sonn- und Feiertagen zwischen Breckerfeld und Ennepetal Busbahnhof nur On-Demand-Verkehr (FluxFux) |
| 551   | Ennepetal-Voerde – Ennepetal Busbahnhof – Ennepetal (Gevelsberg) Bahnhof – Gevelsberg Hbf – Sprockhövel, Stefansbecke – Haßlinghausen Busbahnhof – Sprockhövel-Hiddinghausen | |
| 552   | Gevelsberg, Rathaus – Gevelsberg Hbf – Gevelsberg, Silschede Mitte – Wetter, Loh | betrieben gemeinsam mit DB Busverkehr Rheinland werktags abends sowie an Sonn- und Feiertagen ganztägig                        |
| 553   | Hagen-Westerbauer – Wetter, Loh – Wetter Bahnhof – Herdecke, Zillertal – Herdecke, Mühlenstraße – Herdecke, Herrentisch | |
| 554   | Hattingen Mitte – Welper Markt – Industriemuseum – Hattingen Bahnhof – Hattingen Mitte | Ringlinie in beide Richtungen                                                                                                  |
| 555   | Hagen-Westerbauer –Wetter, Loh – Wetter Bahnhof – Herdecke, Zillertal – Herdecke Mitte – Herdecke, Herrentisch | |
| 556   | Gevelsberg-Knapp – Gevelsberg Hbf – Ennepetal, Büttenberger Straße – Schwelm, HELIOS Klinikum – Schwelm, Kreishaus – Schwelm Bahnhof – Schwelm, Blücherstraße | |
| 557   | Schwelm, Blücherstraße – Schwelm Bahnhof – Sprockhövel, Stefansbecke – Sprockhövel-Haßlinghausen Busbahnhof | betrieben gemeinsam mit Bogestra sonntags bis freitags                                                                         |
| 558   | Niedersprockhövel, Kirche – Hattingen-Bredenscheid, Hackstückstraße – Hattingen, Bredenscheid – Hattingen Mitte | |
| 559   | Niedersprockhövel, Kirche – Hattingen-Holthausen, Hermannstraße – Hattingen, Zum Ludwigstal – Hattingen Mitte | |
| 560   | Ennepetal Busbahnhof – Heilenbeckertal – Ennepetal-Rüggeberg | |
| 561   | Ennepetal Busbahnhof – Homberge – Ennepetal-Rüggeberg | |
| 562   | Ennepetal Busbahnhof – Ennepetal, Brinker Straße – Ennepetal, Kämpershausweg | betrieben gemeinsam mit DB Busverkehr Rheinland                                                                                |
| 563   | Ennepetal Busbahnhof – Gevelsberg Hbf – Gevelsberg, Elsternstraße | |
| 564   | Herdecke-Schanze – Herdecke, Ender Mitte – Herdecke Bahnhof – Herdecke Mitte (– Herdecke, Friedrich-Harkort-Gymnasium) | |
| 565   | Schwelm Bahnhof – Ennepetal-Schlagbaum | fährt nur wenige Male am Tag, Umstieg in Richtung Radevormwald                                                                 |
| 566   | Ennepetal-Oelkinghausen – Schwelm-Göckinghof | |
| 568   | Schwelm, Realschule – Schwelm Bahnhof – Schwelm, Oberloh | |
| 570   | Breckerfeld, Schule – Ennepetal-Burg | nur Schulfahrten |
| 571   | Breckerfeld, Schule – Breckerfeld-Kalthausen | nur Schulfahrten |
| 572   | Ennepetal-Altenvoerde – Ennepetal, Heinrich-Heine-Straße | nur Schulfahrten |
| 573   | Breckerfeld – Ennepetal-Büttenberg | nur Schulfahrten |
| 574   | Ennepetal-Oberbauer – Ennepetal, Schule Harkort | nur Schulfahrten |
| 575   | Hagen-Westerbauer – Ennepetal Busbahnhof | nur Schulfahrten |
| 576   | Ennepetal-Friedfeld – Ennepetal Realschule | nur Schulfahrten |
| 577   | Ennepetal, Neißestraße – Ennepetal, Schule Rüggeberg | nur Schulfahrten |
| 578   | Ennepetal, Schule Rüggeberg – Ennepetal, Schule Harkort | nur Schulfahrten |
| 579   | Ennepetal-Friedfeld – Ennepetal Busbahnhof | nur Schulfahrten |
| 581   | Herdecke, Friedrich-Harkort-Gymnasium – Wittbräucke Bahnhof | nur Schulfahrten |
| 582   | Herdecke, Friedrich-Harkort-Gymnasium – Herdecke-Nacken | nur Schulfahrten |
| 583   | Wuppertal, Birkenhof – Sprockhövel-Gennebreck – Sprockhövel-Haßlinghausen Busbahnhof | nur Schulfahrten |
| 584   | Spockhövel-Haßlinghausen – Wetter-Wengern, Esborn | nur Schulfahrten |
| 585   | Gevelsberg, Silschede Mitte – Wetter Bahnhof | nur Schulfahrten |
| 586   | Schwelm, Blücherplatz – Schwelm, Papierfabrik | nur Schulfahrten |
| 608   | Ennepetal Busbahnhof – Schwelm, HELIOS-Klinikum – Schwelm, Kreishaus – Schwelm Bahnhof – Wuppertal, Dieselstraße – Wuppertal-Oberbarmen Bahnhof – Wuppertal-Barmen Bahnhof | betrieben gemeinsam mit WSW mobil                                                                                              |
| NE1   | Gevelsberg Hbf – Gevelsberg Rathaus – Gevelsberg Mitte – Ennepetal (Gevelsberg) Bahnhof – Ennepetal Busbahnhof – Ennepetal Rathaus – Ennepetal, Altenvoerde – Ennepetal-Voerde, Voerde Mitte | Seit 1. Juli 2022 ersetzt durch On-Demand-Verkehr (FluxFux).                                                                   |
| NE4   | Schwelm Bahnhof – Sprockhövel, Haßlinghausen Busbahnhof – Niedersprockhövel Kirche – Hattingen, Hermannstraße – Hattingen Mitte – Hattingen, Henrichshütte – Hattingen, Welper Markt – Hattingen, Steinenhaus – Bochum, Stiepel Dorf – Bochum, Haarholzer Straße – Bochum, Königsallee / Markstraße – Bochum, Knappenstraße – Bochum, Schauspielhaus – Bochum Hbf | Nachtlinie, betrieben gemeinsam mit Bogestra                                                                                   |

Im Auftrag der VER fahren die Unternehmen Killer City-Bus aus Wetter, Schiwy aus Hattingen, Mesenhohl aus Essen, Busreisen Fries aus Hagen, Hausemann & Mager aus Hagen sowie Groeger Reisen aus Hattingen.